# San Juan Huactzinco
San Juan Huactzinco es una localidad del estado mexicano de Tlaxcala. Es cabecera del municipio de San Juan Huactzinco.

## Demografía
| Censo | Población |
| ----- | --------- |
| 1995  | 5476      |
| 2000  | 5513      |
| 2005  | 6497      |
| 2010  | 6687      |
| 2020  | 7679      |